# Feliks Czyżewski
Feliks Czyżewski (ur. 1949) – polski językoznawca, profesor nauk humanistycznych.

## Życiorys
Studiował filologię na Uniwersytecie Marii Curie-Skłodowskiej w Lublinie, w 1982 r. doktoryzował się, w 1995 r. otrzymał habilitację za pracę Fonetyka i fonologia gwar polskich i ukraińskich południowo-wschodniego Podlasia. W 2014 r. uzyskał tytuł profesora nauk humanistycznych.
Pracował na Uniwersytecie Marii Curie-Skłodowskiej w Lublinie, na Katolickim Uniwersytecie Lubelskim Jana Pawła II, oraz w Państwowej Wyższej Szkole Zawodowej im. Szymona Szymonowica w Zamościu.
Jest wiceprzewodniczącym i członkiem Komisji Polsko-Ukraińskich Związków Kulturowych na Oddziale Polskiej Akademii Nauk w Lublinie, oraz zastępcą przewodniczącego  
Komitetu Słowianoznawstwa PAN.